# Eva-Maria Bergmann
Eva-Maria Bergmann (* 28. Februar 1941 in Sprottau, Provinz Niederschlesien; † 24. Juli 2016 in Leipzig) war eine deutsche Malerin und Grafikerin.

## Leben
Als Vierjährige während der Flucht aus dem schlesischen Sprottau mit Mutter und Bruder dem Dresdner Bombenangriff des 13. Februar 1945 nur knapp entronnen, wuchs die spätere Malerin im Sachsen-Anhaltischen Dorf Roitzsch bei Bitterfeld auf. Nach dem Besuch der Oberschule studierte sie ab 1960 Grafik und Malerei an der Hochschule für Grafik und Buchkunst in Leipzig. Sie gehörte der Malklasse von Bernhard Heisig an. Bei Werner Tübke absolvierte sie zudem eine Spezialausbildung in Bildniszeichnung und Malerei. 1965 schloss Eva-Maria Bergmann ihr Studium mit dem Diplom ab und nahm eine Halbtagsstelle als Lehrerin für Zeichenunterricht an der Grundschule in Roitzsch an.
Als sie 1972 wegen politischer Unzuverlässigkeit aus dem Schuldienst der DDR entlassen wurde, war die Künstlerin gezwungen, eine Anstellung als Reinigungskraft an der Leipziger Oper anzunehmen. Auf Vermittlung Leipziger Künstlerfreunde konnte sie im Jahr darauf an die Kostümabteilung des Leipziger Schauspielhauses wechseln. In dieser Zeit lernte sie Rolf Reuter kennen, der fortan zum wichtigsten Förderer ihrer Kunst werden sollte. Zum engeren Kreis der Künstlerfreunde gehörten daneben Karl Krug, Eva und Erwin Strittmatter, Friedhelm Eberle, Norman Shetler und die Cellistin Anna Niebuhr.
Seit 1993 lebte Eva-Maria Bergmann als freischaffende Künstlerin in Leipzig.

## Kunstschaffen

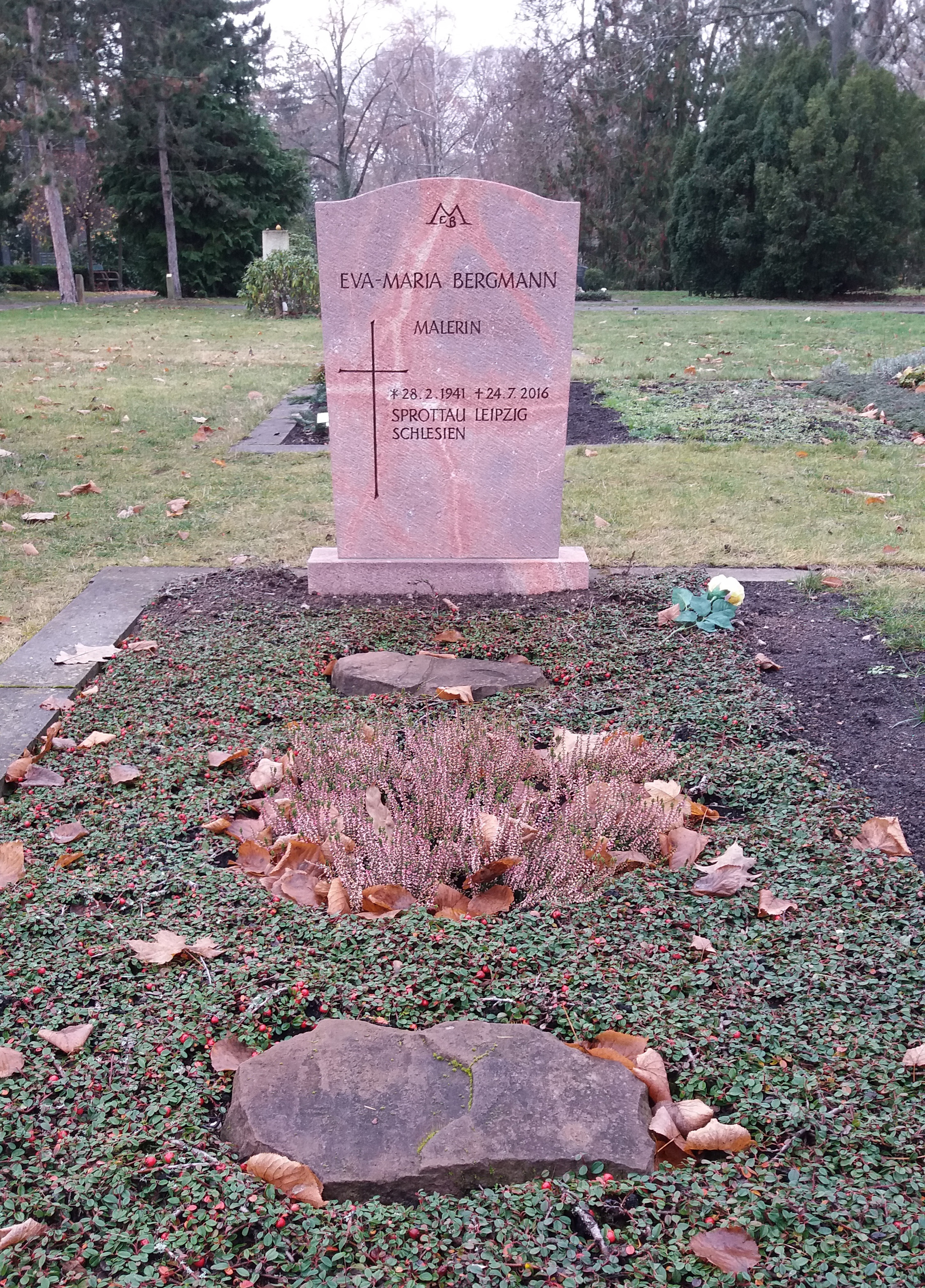
Grabstätte Eva-Maria Bergmann

Bereits während ihres Studiums entstanden erste Porträts im Stil der Neuen Sachlichkeit wie Bildnis Frau Nestler, Bildnis Hannelore Scholz (1964) oder Bildnis Helga (1969). 1973 erwarb das Lindenau-Museum in Altenburg ihre Bleistiftzeichnung Bildnis einer alten Frau, welche 1977 im Katalog Zeichnung im Bezirk Leipzig veröffentlicht wurde.
Von Werner Tübke wurde sie auf den Maler Albert Ebert aufmerksam gemacht, den sie noch kurz vor dessen Tod in Halle besuchen konnte. Durch Eberts Werk fand sie zu ihrem eigenen künstlerischen Ausdruck, indem sie den Stil der naiven Malerei aufnahm und fortentwickelte. Als Erstlingswerk ihrer neuen Bildsprache entstand 1967 das Gemälde Feuerwerk im Wörlitzer Park, das, ursprünglich ein Geschenk an Werner Tübke, 1976 in den Besitz des Museums der Bildenden Künste gelangte.
Es entstanden in Folge weitere phantasievolle, zumeist kleinformatige, mit feinsten Pinselstrichen und Farbtupfern gemalte Bilder, die Themen aus der Welt der Märchen und Mythologien, der menschlichen Alltags- und Festkultur sowie Landschaften der Region oder Szenen aus der Musik- und Theaterwelt zum Inhalt haben. Als Malgrund dienten ihr Pappe, Holz, Stoffreste oder Möbelplatten.
Das Grab Eva-Maria Bergmanns befindet sich auf dem Leipziger Südfriedhof.

## Mitgliedschaften
- bis 1990 Verband Bildender Künstler der DDR

- 1990 Mitglied im Bund Bildender Künstler Leipzig e. V.
- 1990 Mitglied im BdV e.V.

## Ausstellungen (unvollständig)

### Einzelausstellungen
- 1970 Leipzig: Buchhandlung Engewald

### Ausstellungsbeteiligungen
- 1969, 1974, 1979 und 1985: Leipzig, Bezirkskunstausstellungen
- 1976 Leipzig: Galerie am Sachsenplatz („Ausgewählte Handzeichnungen von Künstlern der DDR“)
- 1977: Altenburg/Thüringen, Lindenau-Museum („Zeichnung im Bezirk Leipzig“)
- 1977/1978, 1982/1983 und 1987/1988: Dresden, VIII. bis X. Kunstausstellung der DDR
- 1986: Fürstenwalde, Altes Rathaus („Miniatur in der bildenden Kunst der DDR“)
- 1992 Bonn: Künstlerforum Ars Lipsiensis
- 1997, 1999 Leipzig: Kunstausstellungen des Bundesverbandes Bildender Künstler
- 2015 Leipzig: Kunsthalle der Sparkasse Leipzig: Die bessere Hälfte – Malerinnen aus Leipzig

## Museen und öffentliche Sammlungen mit Werken Eva-Maria Bergmanns
- Altenburg: Lindenau-Museum
- Frankfurt (Oder): Galerie Junge Kunst
- Leipzig: Museum der bildenden Künste
- Kunsthalle der Sparkasse Leipzig[1]